# 彼得森狸藻
彼得森狸藻（學名：Utricularia petersoniae）為狸藻屬一年生小型食虫植物。其种加词“petersoniae”来源于彼得森狸藻发现者之一的美国植物采集者K·M·彼得森女士（K. M. Peterson）。彼得森狸藻为岩生植物，是墨西哥格雷罗州的特有种。1986年，彼得·泰勒最先发表了彼得森狸藻的描述。

## 外部連結
- 食虫植物照片搜寻引擎中彼得森狸藻的照片 （页面存档备份，存于）

 维基共享资源上的相關多媒體資源：彼得森狸藻
 維基物種上的相關：彼得森狸藻